# 马拉尼昂州圣马特乌斯
马拉尼昂州圣马特乌斯（葡萄牙語：São Mateus do Maranhão）是巴西马拉尼昂州的一个市镇。总面积783.224平方公里，总人口37957人，人口密度48.5人/平方公里。